# Triglochin microtuberosa
Triglochin microtuberosa är en sältingväxtart som beskrevs av Aston. Triglochin microtuberosa ingår i släktet sältingar, och familjen sältingväxter. Inga underarter finns listade.